# إيلام حركي عنقي
إيلام حركي عنقي (بالإنجليزية: Cervical motion tenderness)‏ ويتواجد في مرض التهاب الحوض والحمل المُنتبذ، ويُساعد في التشخيص التفريقي بين مرض التهاب الحوض والتهاب الزائدة الدودية.